# Listă de municipalități din statul Baja California
Statul federal mexican Baja California Sur este subdivizat în 5 municipalități conform originalului din spaniolă, municipios. 

## Municipalități
| Cod INEGI | Municipalitate     | Sediul municipalității | Populație (în 2010) | Suprafață (în km2) |
| --------- | ------------------ | ---------------------- | ------------------- | ------------------ |
| 001       | Ensenada           | Ensenada               | 466.814             | 52.482             |
| 002       | Mexicali           | Mexicali               | 956.826             | 13.701             |
| 003       | Tecate             | Tecate                 | 101.079             | 3.079              |
| 004       | Tijuana            | Tijuana                | 1.559.683           | 879,27             |
| 005       | Playas de Rosarito | Rosarito               | 90.668              | 513,32             |

## Istoric
În anul 1974 prin divizarea fostului stat Baja California, care ocupa anterior întrega peninsulă omonimă, Peninsula Baja California, s-a creat statul Baja California Sur.
Divizarea administrativă peninsulei Baja California a rezultat în existența a două state federale mexicane, Baja California și Baja California Sur. Statul nou creat atunci, Baja California Sur, a fost divizat direct în cele cinci municipalități în care este divizat și astăzi. Staul din nord, Baja California, a rămas cu cele cinci municipalități existente anterior.